# 山中直治
山中直治（やまなか なおじ、1906年1月27日 - 1937年2月13日）は日本の作曲家。童謡「かごめかごめ」を採譜して全国に広めた人物である。31年という短い生涯の中で、200曲以上の曲を残した。

## 略歴
- 明治39年（1906年）　千葉県東葛飾郡梅郷村（現野田市）に生まれる
- 大正14年（1925年）　千葉県師範学校（現：千葉大学教育学部）を卒業後、千葉県野田尋常高等小学校（現・野田市立中央小学校）の教員となる
- 昭和7年（1932年）　コロムビア・レコード作曲部の専属作家となる
- 昭和8年（1933年）　山中直治童謡曲集を出版する
- 昭和10年（1935年）　船橋市立海神小学校へ転任
- 昭和12年（1937年）　31歳の若さで永眠。

## 解説
千葉県東葛飾郡梅郷村（現・野田市山崎）出身の作曲家。
近隣で歌われていた「かごめかごめ」を採譜し、世に広めた人物。野口雨情、斎藤信夫らとも交流があった。
千葉県野田尋常高等小学校（現・野田市立中央小学校）の教員をしながら童謡の作曲を行った。
昭和7年（1932）にコロムビア・レコードの作曲部の専属作家となってからは、『こんこん小山の白狐』（作詞は野口雨情）をはじめ多数の楽曲がレコード化された。
昭和12年に31歳という若さでこの世を去ってしまったものの、実に200曲以上も超える作品を作った（未発表も含む）。
1993年、生家から遺品が発見され野田市郷土博物館に寄贈された。1994年には地元野田市で「郷土の作曲家　山中直治展」が開かれ、彼の業績に光が当たるようになった。

## 主な作品

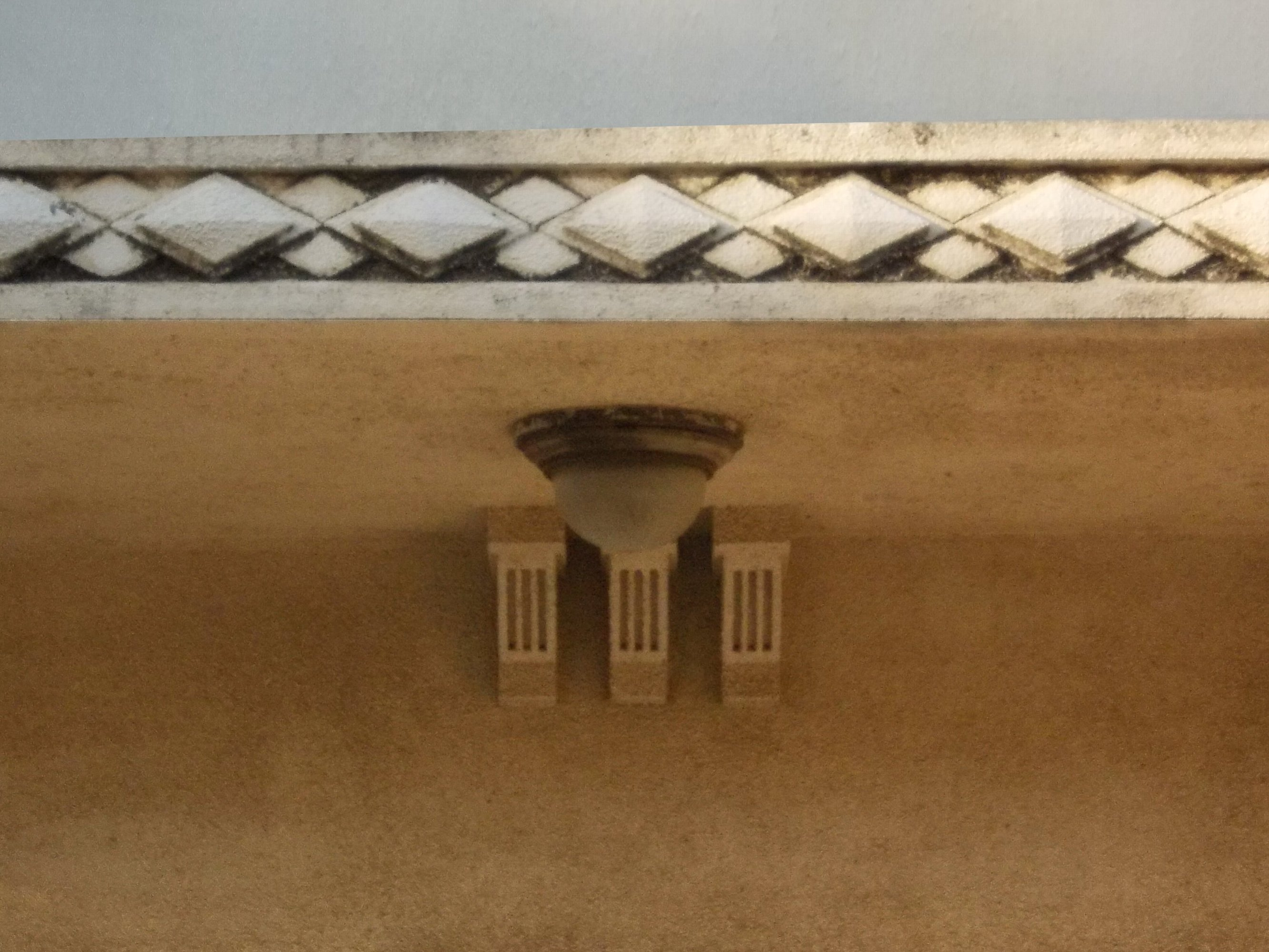
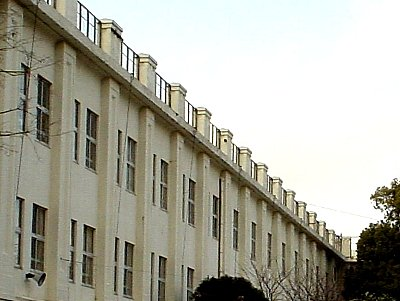
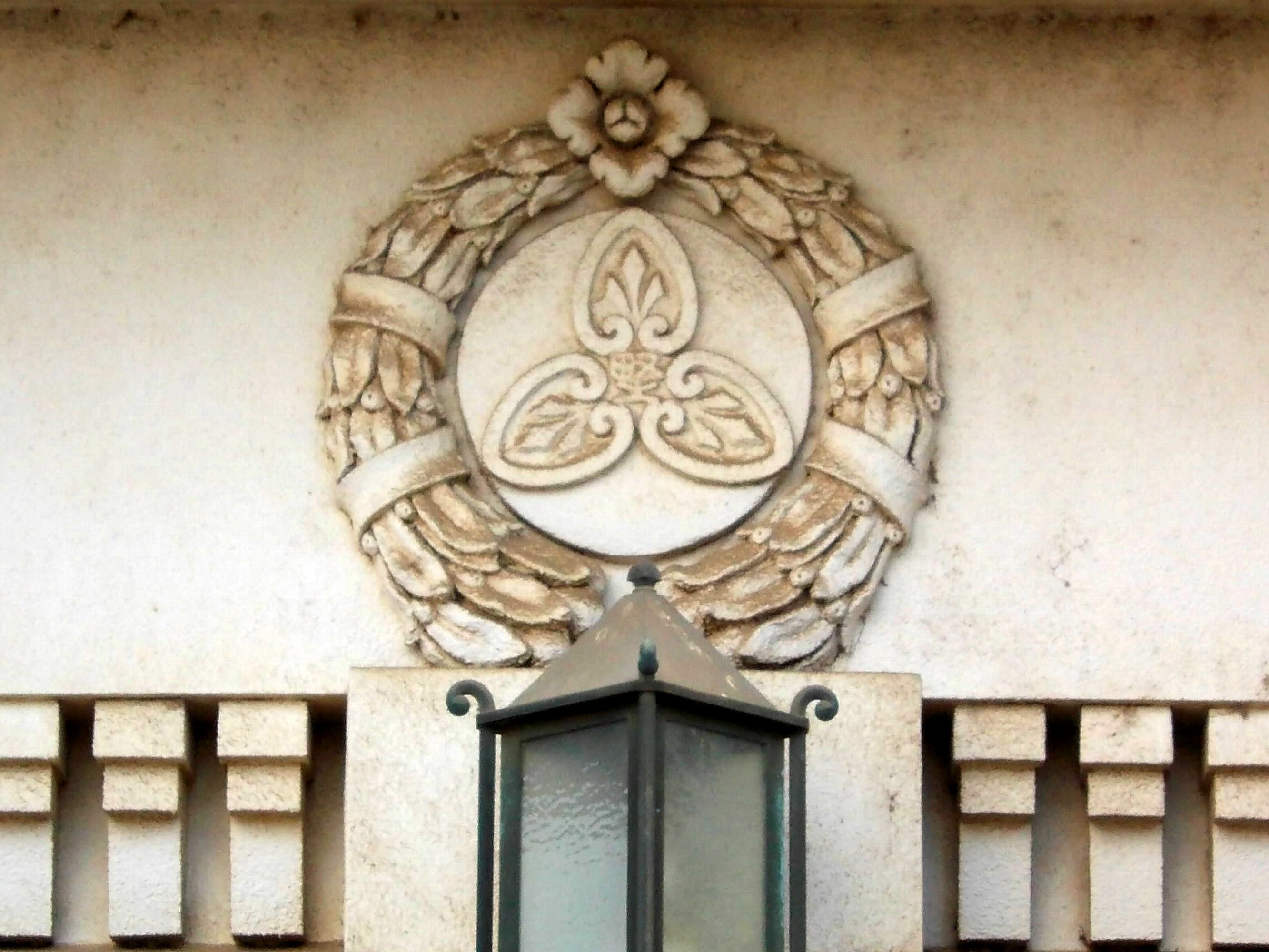
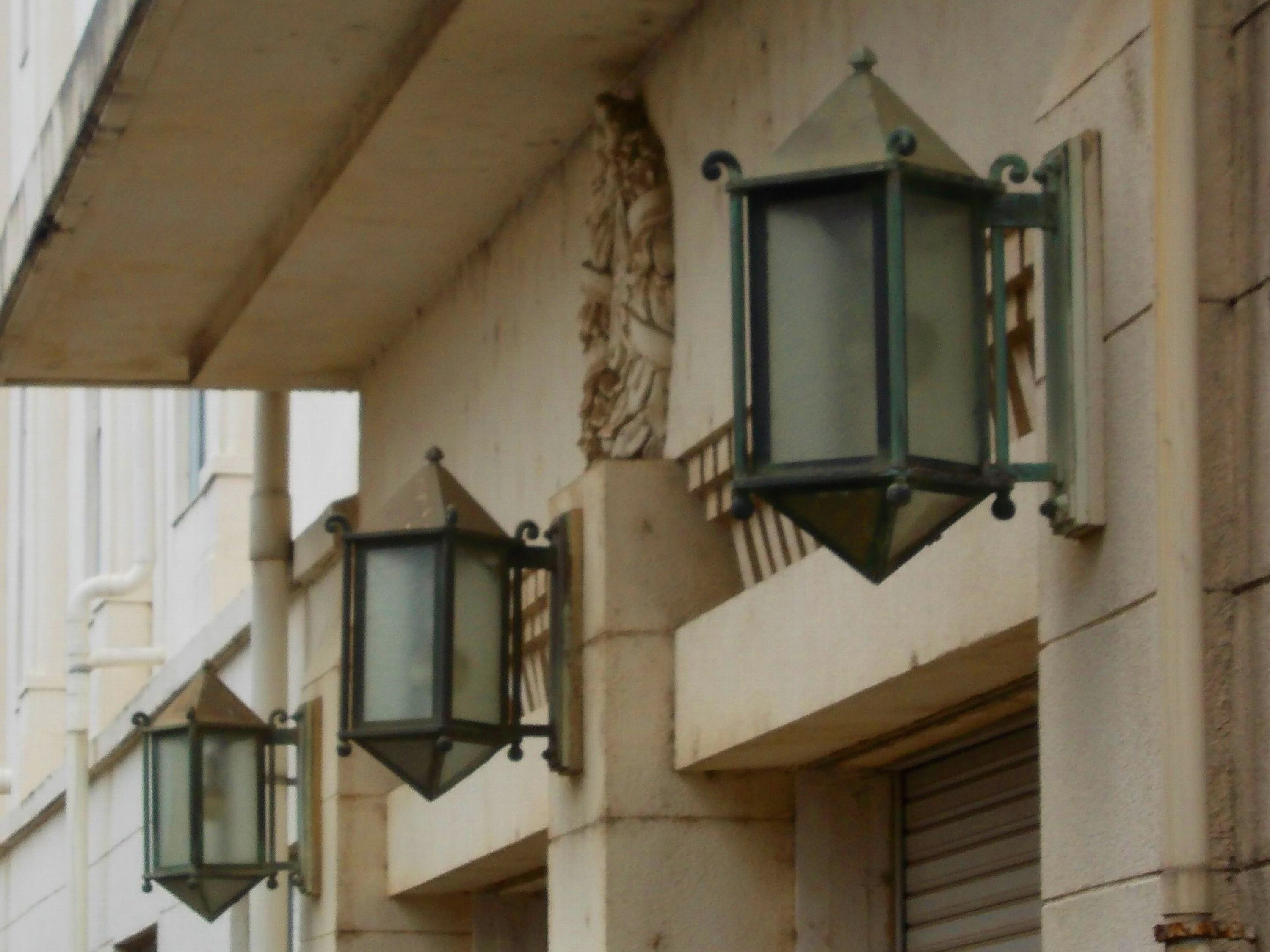
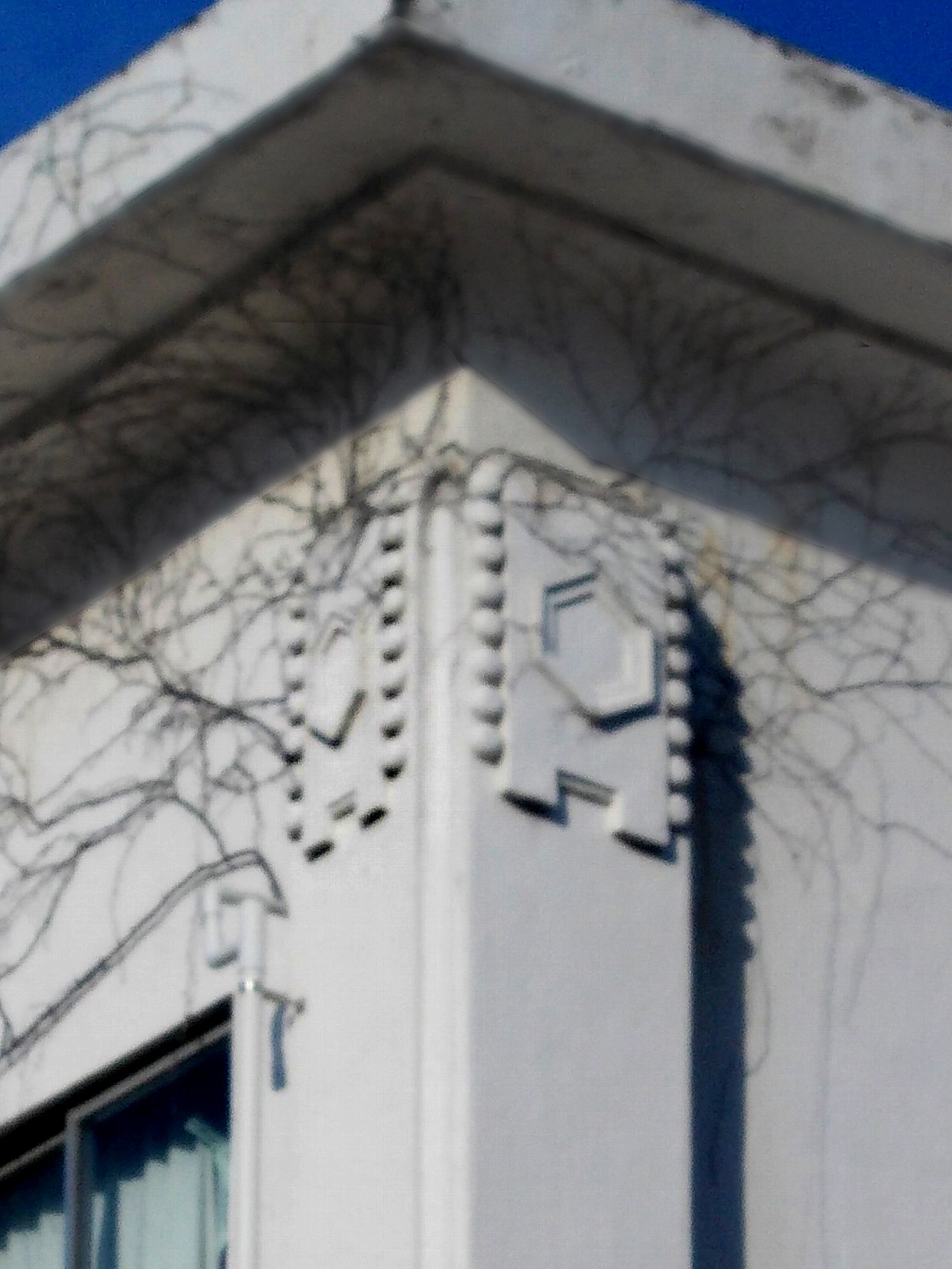
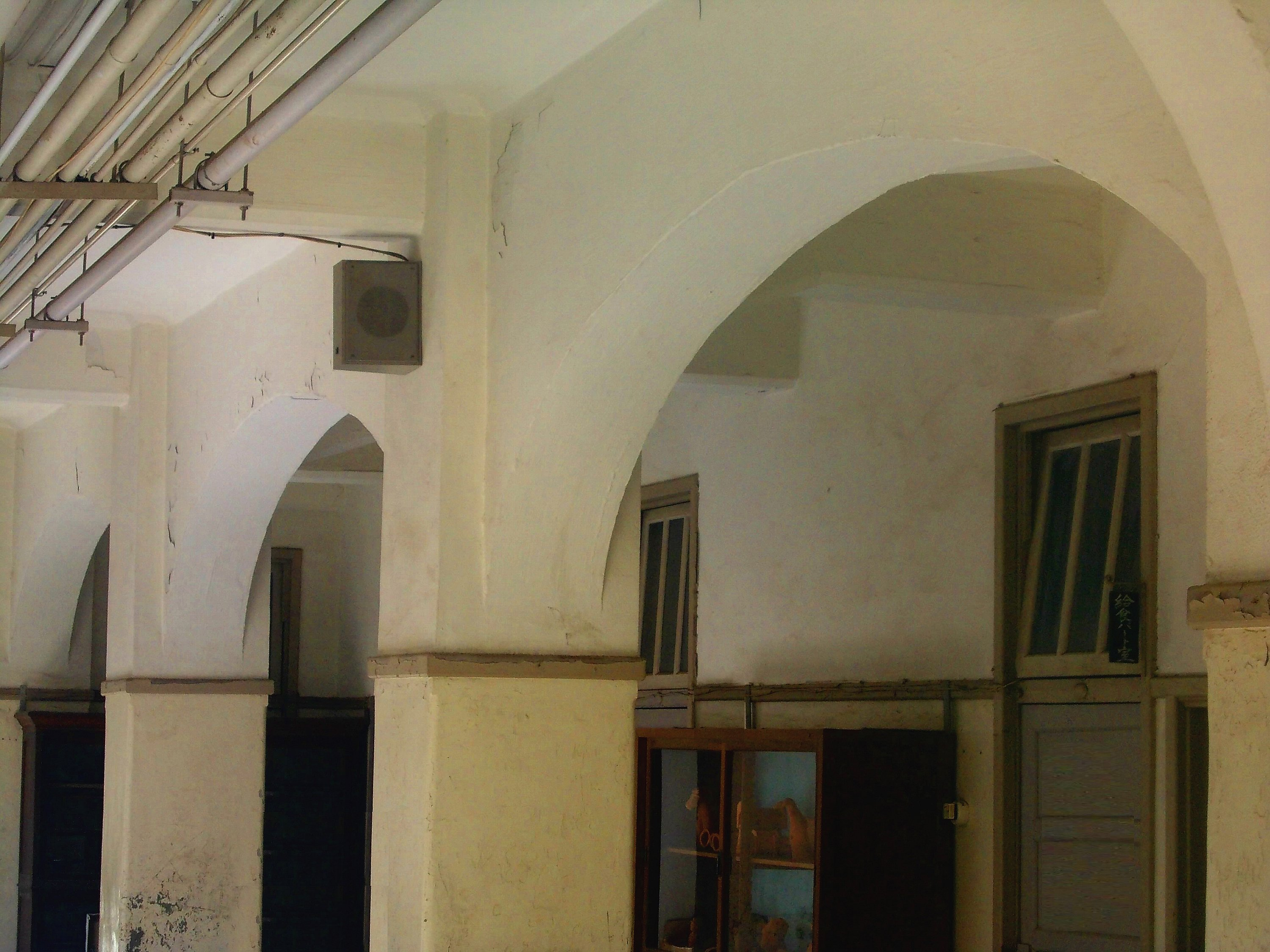

- かごめかごめ（採譜）
- お祭り（作詞：島田芳文）
- だんだん畑（作詞：島田芳文）
- 海辺の夕（作詞：林柳波）
- 虹の歌（作詞：桑田春風）
- 世界の子供（作詞：北原白秋）
- こんこん小山の白狐（作詞：野口雨情）
- 通りゃんせ(採譜)
- ネズミのお祭り
- 富里市立富里小学校　校歌

野田尋常高等小学校現存校舎